# Блажиево
Блажиево (болг. Блажиево) — село в Болгарии. Находится в Кюстендилской области, входит в общину Бобошево. Население составляет 465 человек.

## Политическая ситуация
В местном кметстве Блажиево, в состав которого входит Блажиево, должность кмета (старосты) исполняет Благой Василев Падишански (Болгарская социалистическая партия (БСП)) по результатам выборов.
Кмет (мэр) общины Бобошево — Милчо Георгиев Орозов (Болгарская социал-демократия (БСД)) по результатам выборов.